# Joan Maria Minguet i Batllori
Joan Maria Minguet Batllori (Cornellà de Llobregat, 1958) Entre 1993 i 2019 ha sigut professor d'Història de l'Art Contemporani i d'Història del Cinema a la Universitat Autònoma de Barcelona, així com docent de màsters impartits a la UAB o EINA. Va presidir l'Associació Catalana de Crítics d'Art (ACCA-AICA Catalonia) des de 2010 fins al 2016 i participa activament en tota mena de tasques referents al seu treballs com a investigador, comissari i crític d'art.
El seu treball engloba l'estudi de les avantguardes artístiques del segle xx, sobretot a Catalunya amb l'anàlisi d'artistes com Joan Miró o Salvador Dalí o el Noucentisme, la fotografia, el cinema, les arts escèniques, el circ, la convulsió fenomènica del segle XXI i les tensions i els contactes entre l'alta cultura i la cultura de masses, entre altres aspectes.

## Biografia
L'any 1977 Joan M. Minguet va ingressar a la Universitat de Barcelona per començar els seus estudis d'Història de l'Art, els quals va culminar l'any 1995 amb la seva tesi doctoral: “El pensament cinematogràfic a Catalunya (1896-1939)”. Entre els anys 1988 i 1996 va ser Secretari a l'Associació Espanyola d'Historiadors del Cinema (AEHC) i, des del 1989 fins al 1992, va ser Director de la Biblioteca de la Filmoteca de Catalunya. Aquest mateix any 1992 rep el premi Espais a la Crítica d'art per un treball sobre Salvador Dalí i un any més tard comença la seva participació en l'equip de docents de la Universitat Autònoma de Barcelona. A partir d'aleshores, combina la docència amb la publicació de diversos treballs de recerca i la participació en diverses exposicions dedicades a Dalí, Miró, Sebastià Gasch, els ceramistes Serra, el circ català contemporani... L'any 2004 rep el premi ACCA per l'exposició “El Manifest Groc. Dalí, Gasch, Montanyà i l'antiart" i, també aquest any, comença la seva tasca com a Vicepresident de l'AEHC. El 2009, l'ACCA li concedeix de nou el premi a la Crítica d'Art per la publicació del primer volum de l'“Epistolari Català de Joan Miró”. Aquest any 2015 se li ha atorgat el premi GAC a la Crítica d'Art per la dedicació que mostra al seu treball.
La seva tasca com crític d'art ha estat des d'un bon començament molt enriquidora i necessària per al sector. Joan M. Minguet és un crític ferm i amb força que ho demostra en cada text, ja sigui de tipus personal o acadèmic. El seu bloc «Pensacions» és un dels millors exemples per conèixer la posició crítica de l'autor. Allà es poden trobar tota mena d'escrits, que reflecteixen el seu esperit crític amb el món que l'envolta. Amb armes com la llibertat d'expressió o l'art realitza un atac directe a tots aquells punts polítics i culturals que menyspreen la qualitat de la intel·ligència humana, així com la identitat catalana a la que se sent fortament lligat.

## Comissariat i catàlegs
En referència al tema del comissariat d'exposicions trobem tota mena de participacions i temàtiques. Els seus inicis van ser l'any 1989 amb l'exposició “L'Escola d'Estudis artístics d'Hospitalet”. L'any 1992 va formar part de l'equip d'assessors de l'exposició “Avantguardes a Catalunya (1906-1939)” celebrada a La Pedrera. Un any més tard, el 1993 va ser comissari, juntament amb Pilar Parcerisas i Jaume Vidal, de la mostra “Miró, Dalmau, Gasch, L'aventura per l'art modern (1918-1937)” exposada a l'Arts Santa Mónica. El 1997 va comissariar l'exposició itinerant “Sebastià Gasch, crític d'art i de les arts de l'espectacle” que es va inaugurar a la Fundació Joan Miró.
L'any 2001 s'encarrega de la mostra “Salvador Dalí, lletres i ninots” inaugurada al Museu Abelló i tres anys més tard, el 2004, és comissari de l'exposició “El Manifest Groc. Dalí, Gasch, Montanyà i l'anti-art” a la Fundació Joan Miró, de la qual es publica un llibre. 2005 va ser l'any de l'exposició “Serra. El arte de la cerámica” que va comissariar ell mateix al Museu Nacional de Ceràmica de València i d'una de les exposicions més estimades per ell, “L'art del risc. Circ contemporani català” comissariada juntament amb Jordi Jané al CCCB. No serà fins a 2009 quan torni a exercir de comissari a l'exposició “Abdó Martí: imatge, espai i memòria” al Castell de Cornellà.
El 2011 va participar com assessor a l'exposició “Joan Miró The ladder of the escape” que va organitzar la TATE de Londres, i un any més tard va col·laborar amb el Centre Georges Pompidou de París en l'exposició “Dalí”. El darrer any 2014 ha comissariat dues exposicions, “Els altres Noucentistes”, juntament amb Txema Romero, inaugurada al Museu d'Art de Cerdanyola i que itinera per diversos museus de la província de Barcelona, i “Barcelona. Zona Neutral (1914-1918)” a la Fundació Joan Miró al costat de Felix Fanés.
| Any de publicació | Centre de l'exposició    | Títol del catàleg                                     |
| ----------------- | ------------------------ | ----------------------------------------------------- |
| 1992              | La Pedrera               | “Avantguardes a Catalunya”                            |
| 1993              | Centre Cultural La Caixa | “Veure Miró. La irradiació de Miró en l'art espanyol” |
| 1997              | Sales Can Palauet        | “ADLAN i el circ frediani”                            |
| 2001              | Fundació Joan Miró       | “Joan Brossa o la revolta poètica”                    |
| 2008              | Palacio Carles V         | “Gallo. Interior de una revista (1928)”               |
| 2011              | TATE                     | “Joan Miró. The ladder of the escape”                 |
| 2012              | Centre Georges Pompidou  | “Dalí”                                                |
| 2013              | CaixaForum Barcelona     | “Georges Meliés. La màgia del cinema”                 |
| 2016              | Arts Santa Mònica        | “Nunes: Més enllà del temps”                          |

## Publicacions[calcitació]
Ha publicat més de 30 llibres sobre la seva especialitat docent: el primer, i gràcies al qual ell mateix reconeix que va començar la seva veritable experiència com a analista de l'art, va ser “Escrits d'art i d'avantguarda (1925-1938)”, una selecció de textos del crític Sebastià Gasch. L'any 1989 va escriure “Charles Chaplin en la cultura catalana. Classicistes i avantguardes enfront Charlot” i posteriorment l'any 1998 l'antologia de textos de Sebastià Gasch, “Sebastià Gasch, el gust pel circ” editat amb Jordi Janés. L'any 2000 publica la monografia sobre Joan Miró titulada “Joan Miró. L'artista i el seu entorn cultural” i els llibres “Cinema, modernitat i avantguarda (1920-1936)” i “Historia del festival de pallassos de Cornellà”. El 2003 escriu “Salvador Dalí. Cine y surrealismo(s)”. D'altres aportacions seves són: “Nunes. El cineasta intrèpid” (2006) i la monografia “Buster Keaton” i els llibres “Joan Miró” i “Paisaje(s) del cine mudo en España” tots tres del 2008, “Segundo de Chomón. The cinema of fascination” i el llibre de poemes “Pensacions” ambdues de l'any 2010. La seva darrera publicació és l'assaig Per una República catalana de les arts (2025).
Minguet ha publicat articles d'investigació en revistes especialitzades, com per exemple la revista Film History amb l'escrit “Segundo de Chomón and the fascination of colour” publicat l'any 2009.